# 耶律国留
耶律国留（やりつ こくりゅう、生没年不詳）は、遼（契丹）の詩人。

## 経歴
仲父隋国王耶律釈魯の玄孫で、于越耶律洼の庶孫にあたる。詩や文章を得意として、聖宗に重用された。妻の弟の妻の阿古が奴隷と密通して発覚し、女直に逃亡しようとした。国留が追いかけて奴隷を殺すと、阿古は自ら命を絶った。阿古の母は睿智太后に重用されており、太后に事を訴えたため、国留は処刑されることとなった。聖宗は国留を救うことができず、人を派遣して別れを告げさせ、死後のことを問わせた。国留は「陛下が臣の罪なきをあわれんでくださるなら、恩義は九泉を漏れでて、死してかつ朽ちることはないでしょう」と言って拝謝した。処刑された後、当時の人の多くは冤罪とみなした。
獄中で「兎賦」や「寤寐歌」を書いたことで世に知られた。

## 兄弟

### 兄
- 耶律学古
- 耶律烏不呂

### 弟
- 耶律資忠
- 耶律昭

## 伝記資料
- 『遼史』巻88 列伝第18